# Anton Vodnik
Anton Vodnik (Podutik, 28 maggio 1901 – Lubiana, 2 ottobre 1965) è stato uno scrittore sloveno.
Autore di raccolte metafisiche quali Mani dolenti (1922) e Vigilie (1923), partecipò alla seconda guerra mondiale come militare.
La sua opera più celebre è La voce del silenzio (1959).